# Première Nation de Fort Alexander
La Première Nation de Fort Alexander ou Première Nation Sagkeeng (également connue sous le nom de Sagkeeng Anicinabe) est une Première Nation (au sens de « bande indienne ») signataire du Traité 1 et dont le territoire est situé dans la région d'Eastman au Manitoba, au Canada. Elle est composée de membres du peuple Anishinaabe dont le territoire traditionnel est situé le long de la rivière Winnipeg et de la baie Traverse. Aujourd'hui, la Première Nation Sagkeeng bénéficie de la réserve indienne de Fort Alexander 3, un territoire situé au sud du lac Winnipeg, à 120 kilomètres au nord de la ville de Winnipeg.
En date du mois d'août 2022, la réserve de Fort Alexander 3 compte une population totale enregistrée de 8 386 membres, dont plus de 3 658 membres vivant dans la réserve et 4 689 vivant hors de la réserve. Vu sa localisation à la fois sur les rives nord et sud de la rivière Winnipeg à son embouchure, la Première Nation tire son nom de cette caractéristique géographique. L'expression Sagkeeng, dérivée du terme ojibwé Zaagiing signifie « embouchure de la rivière ». La réserve est adjacente à la frontière nord de la municipalité rurale d'Alexander et borde également la ville de Pine Falls.
Le territoire traditionnel de la Première Nation comprend des terres incluses dans le territoire visé par le Traité 1 et des terres au nord et à l'est de la rivière Winnipeg. Le territoire de Sagkeeng devait à l'origine débuter un mille en amont du poste de traite de Fort Alexander autrefois occupé par la Compagnie de la Baie d'Hudson.

## Histoire

### Le peuple Sagkeeng Anicinabe
Fort Alexander est depuis longtemps un lieu de rassemblement et commercial majeur dans l'industrie du cuivre locale, comme en témoignent les pointes de cuivre et les artefacts trouvés dans la région. Le lac Supérieur regorgeait alors d'importants gisements de cuivre.
Certains des ojibwés de la Première Nation Sagkeeng sont des descendants des tribus anichinabées ayant migré jusque dans les environs de l'actuelle ville de Sault-Sainte-Marie. Certains des ancêtres de la Première Nation participaient d'ailleurs à cette industrie et ont apporté avec eux des pointes de cuivre et des artefacts autour des terrains de pêche, de chasse, de commerce et de rencontre de Fort Alexander.
Selon le gouvernement actuel de la Première Nation Sagkeeng, les membres de la bande ont vécu « à l'embouchure ou près de l'embouchure de la rivière Winnipeg (endroit devenu la réserve de Fort Alexander 3) et de Traverse Bay, depuis des temps immémoriaux ».

### Fort Alexander
En 1734, La Vérendrye construit un poste de traite des fourrures, Fort Maurepas, sur la rive nord de la rivière Winnipeg, au nord de l'actuelle ville de Selkirk, au Manitoba. Celui-ci est abandonné à la fin de la période coloniale. Plus tard, Toussaint Lesieur, commis de la Compagnie du Nord-Ouest (CNO), construit un poste du côté sud de l'embouchure du lac Winnipeg, appelé Fort Bas de la Rivière et qui joue le rôle de chef-lieu du district Lake Winnipeg de la CNO. Il devient un important poste de ravitaillement pour les brigades de canots autochtones et immigrants. Des sacs de pemmican, apportés des postes de la CNO sur le cours supérieur de la rivière Assiniboine, y sont entreposés parmi d'autres marchandises.
La Compagnie de la Baie d'Hudson opère ici entre 1795 et 1801. En 1807, Alexander MacKay reconstruit le poste sur un site voisin. À partir de 1808, le nouveau poste était connu sous le nom de Fort Alexander (50°36′32″N 96°17′44″W / 50.60889°N 96.29556°W
). Comme le gros gibier de la région avait été surexploité par les immigrants européens à la fin des années 1700, le poisson, les céréales et les légumes du jardin deviennent les aliments de base de prédilection de la région. Après la fusion des Compagnies du Nord-Ouest et de la Baie d'Hudson en 1821, Fort Alexander continue d'être exploité comme poste de traite pour les autochtones et les immigrants de la région.
En 1871, Kakakepenaise (Gekeki-Binesi, « le faucon », alias William Mann I) signe le Traité 1 au nom des ancêtres du peuple Sagkeeng,. La réserve indienne de Fort Alexander, d'une superficie de 87,71 kilomètres, est arpentée en 1874.

## Traité
Le Traité 1 est signé au nom des ancêtres du peuple Sagkeeng en 1871,. Bien que considérée comme une nation du Traité 1, la Première Nation de Sagkeeng est également membre du Traité 3 et du Traité 5, car les frontières des trois traités se rejoignent à Sagkeeng.
Sagkeeng organise ses journées annuelles des traités la dernière semaine de juillet de chaque année. Les événements de cinq à six jours sont ouverts à tous et comprennent un défilé communautaire, divers événements pour enfants, un pow-wow de trois jours et, enfin, des feux d'artifice.
Les religieuses françaises des Oblats de Marie-Immaculée ont dirigé le pensionnat indien de Fort Alexander destiné à accueillir les enfants autochtones. Comme c'était typique du système des pensionnats canadiens à l'époque, l'établissement forçait les élèves à parler anglais et l'expression de leur langue et de leur culture était interdite, ce qui peut être qualifié de génocide culturel. En 2005, le gouvernement du Canada reconnaît et présente officiellement ses excuses pour les abus perpétrés dans les pensionnats. En 2007, il verse une indemnisation de 1,9 milliard de dollars aux enfants survivants qui ont été forcés de fréquenter ces écoles.

## Personnalités liées
- Phil Fontaine, homme politique[6] et chef de la Première Nation entre 1973 et 1977